# Siri jatre
Siri jatre(Tulu ಸಿರಿ ಜಾತ್ರೆ) ist ein öffentliches religiöses Jahresfest (jatre, von Sanskrit yātrā) in der Region Tulu Nadu im Südwesten des indischen Bundesstaates Karnataka, bei dem mehrere, meist weibliche Anhänger von Siri in einen Zustand der Besessenheit (hier darshana) geraten. Siri wird als eine bestimmte weibliche Gottheit mit niedrigem Rang (Daiva) oder als eine Siebenergruppe weiblicher Gottheiten betrachtet. Dem Siri-Kult fühlen sich Angehörige unterschiedlicher hinduistischer Subkasten und Schichten verpflichtet. Der Ursprung des Rituals lässt sich bis ins 16. Jahrhundert zurückverfolgen, es beruht auf der mündlichen Überlieferung des längsten tulusprachigen Epos Siri paddana. Diese unter Tulu- und Kannada-Sprechern aller sozialen Gruppen bekannten moralischen Geschichten handeln vom irdischen Leben Siris, wie sie mit ihren Ansprüchen nach Ehre und Respekt als Frau für die verlorengegangenen gesellschaftlichen Werte kämpft, dargestellt an drei Generationen von Frauen: Siri, ihrer Tochter Sonne und deren Zwillingstöchtern Abbaga und Darade. Teile des Epos werden beim Siri jatre in Liedform vorgetragen und in der übrigen Jahreszeit bevorzugt von Frauen während der Arbeit auf den Reisfeldern gesungen. Siri jatre wird an 15 bis 20, alade genannten heiligen Orten aufgeführt, die Schreinen für Bhutas (Geister) entsprechen.

## Kulturelles Umfeld

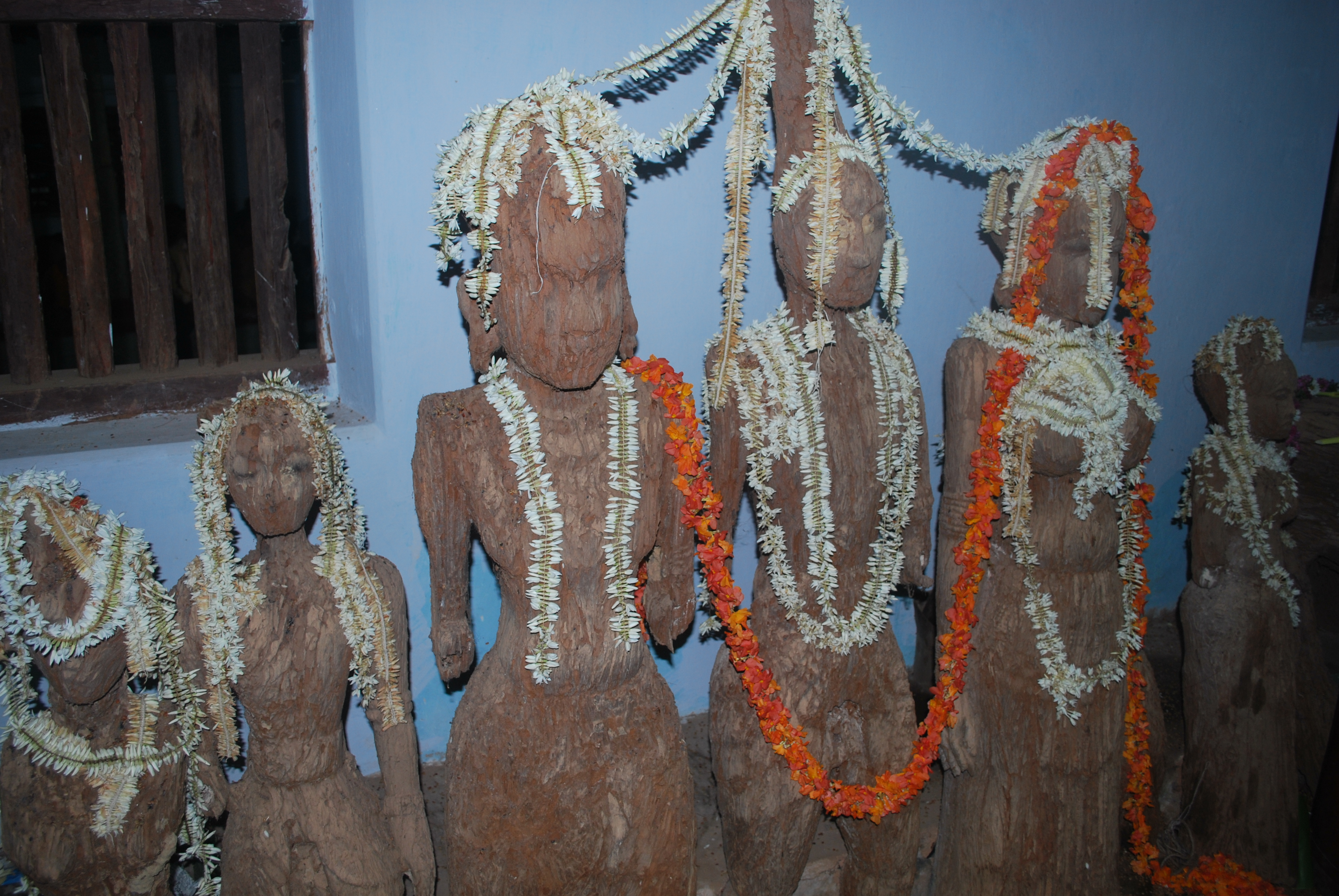
Siri-Verehrung

Tulu Nadu umfasst das Tulu-Sprachgebiet im Südwesten von Karnataka und einen Streifen im Norden Keralas. Das Gebiet wird im Osten von den Bergzügen der Westghats und im Westen von der Küste des Arabischen Meeres begrenzt. Die bedeutendsten kulturellen Zentren sind Udupi und Mangaluru.
Siri gehört zu den niedrigen Gottheiten (Daivas) der unteren Schichten, die wie die Bhutas (Geister) im Unterschied zu den übrigen hinduistischen Göttern (Devas) von den Brahmanen und gebildeten Schichten abschätzig bewertet werden. Das Siri paddana wird bei öffentlichen Anlässen stets auf Tulu vorgetragen, dennoch sind auch Kannada-Sprechern am Rand dieses Gebiets, die kein oder nur wenig Tulu verstehen, zumindest die Grundzüge des Epos bekannt. Es besitzt für den Alltag eine Bedeutung als moralische Richtschnur unabhängig von der institutionalisierten Aufführung beim Siri jatre. Das Epos gilt als mythologische Erzählung vom früheren Leben der Siri-Geister und nicht als historische Darstellung.
Das Wort paddana, abgeleitet von der dravidischen Basis pad, „Lied“ (padu, patu, „singen“), bezeichnet in der Tulu-Region allgemein Epen, die sich in zwei Kategorien einteilen lassen: Die eine beinhaltet übernatürliche Wesen, deren Ursprung und Verhalten in Mythen geschildert wird, zur anderen Kategorie gehören geschichtliche Personen, die nach ihrem Ableben mythisch überhöht wurden. Beide werden als Bhutas verehrt, die Besessenheit auslösen können und ansonsten eine Funktion als Schutzmacht ausüben. Paddanas werden stets rezitiert oder gesungen, Prosatexte desselben Mythos heißen auf Tulu katE (von sanskrit kathā). In Geisterbeschwörungsritualen (bhutaradhane) treten Mitglieder bestimmter Gesellschaftsgruppen in der Rolle von Bhutas auf und tragen eine Abfolge bekannter paddanas vor.
Für Siri paddana wird auch der Begriff sandi verwendet, verallgemeinert steht er in der Region für Männer, die lange epische Texte vortragen. Aus der gelegentlichen Aussprache von sandi als sandayi kann gefolgert werden, dass mit sandi ursprünglich eine als rituelles Opfer gehaltene Rede gemeint war. In diesem Zusammenhang umfasst die Formel biiru leppuni („den Helden herbeirufen“) das gemeinsame Ziel der versammelten Gläubigen.
Das neben Siri paddana beliebteste Epos in Tulu Nadu handelt von den beiden Brüdern Koti und Chennaya. Die Geschichte dieser Helden (Kōṭi mattu Cennayya) ist einige hundert Jahre alt; als einfache Toddy-Zapfer aus der unteren Kaste der Billavas erleiden sie Diskriminierung der hochrangigen Gruppe, deren Angehörige den Titel Ballala tragen. In einem Aufstand, den die Brüder gegen die Obrigkeit anzetteln, kommen sie ums Leben und werden seither als Märtyrer verehrt.
Eine weitere mythologische Erzählung, deren Vortrag in gesamter Länge 2,5 Stunden dauert und die in einer großen Zahl leicht abweichender Varianten bekannt ist, heißt Mayindala paddana. Darin geht es um die Notwendigkeit, Opfer für die Gottheiten darzubringen. Die Geschichte spielt in einer früheren Zeit, als Tulu Nadu in mehrere teilunabhängige kleine Feudalreiche unterteilt war. Mayindala ist eine Dorfgottheit, die von Frauen um Beistand für eine leichte Geburt und zur Abwehr von Krankheiten für ihre Säuglinge angesprochen wird.
Parnderu paddana handelt von Parnderu und seiner Schwester Parndedi, die als Waisen aufwachsen. Es gibt mehrere Parallelen zur Siri-Erzählung. Unter anderen treten zwei Siris auf und Parndedi bringt erst nach einem Opfer am Familienschrein eine einzige Tochter namens Karniga zur Welt. Die Tochter stirbt, indem sie sich in einen Brunnen stürzt.
Die Bhutaradhane-Aufführung besteht aus einer Abfolge von Tänzen und dramatischen Szenen, die, von ihrem rituellen Charakter befreit, zusammen mit tala maddale (einer von der Röhrentrommel maddale begleiteten Liedgattung) zur Entwicklung des Tanzstils yakshagana beigetragen haben. Nagamandala, auch nagaradhane, ist ein anderes religiöses Ritualtheater in Tulu Nadu, in welchem ein einzelner Darsteller von einem Bhuta in Gestalt des Schlangengottes Naga besessen wird. In Kerala bilden Legenden aus dem Leben des Schutzgottes Ayyappan den Hintergrund für das Ritual Ayyappan tiyatta, bei dem ein Tänzer aus der hochstehenden Nambiar-Kaste in Besessenheit gerät und wie beim nagamandala gegen Ende ein Bodenbild (kalam) zerstört. Im mit Masken aufgeführten Ritualtheater mutiyettu in Kerala wird ein Priester in einem mythologischen Drama von der Göttin Bhadrakali besessen.
Es gibt drei Traditionen des Siri-Kults:
1. Das jährliche, an mehreren Orten um dieselbe Zeit aufgeführte Ritual Siri jatre. Eine besondere Form des Ritualdramas, die nur aus Urmbitota und Nidgal bekannt ist, rückt den Tod von Abbaga und Darade in den Mittelpunkt.
2. Siri paddana wird ganzjährig überwiegend, aber nicht nur von Frauen gesungen. Die um wenige Töne kreisende Melodielinie der besonders langen Verse wird stets mit einem ausgedehnten Endton beschlossen.[6] Ähnliche Preislieder der kannadasprachigen Bevölkerung der Region heißen hogalikke.[7] Wenn die Frauen in Reihen auf den Nassreisfeldern die jungen Pflanzen umsetzen und dazu singen, können sie sich vorstellen, wie die Geister zuhören und in eine Beziehung zu ihnen treten. Es ist möglich, dass dabei einige Frauen vom Siri-Geist ergriffen werden. Üblicherweise wird dies nicht als besonders besorgniserregend betrachtet, es kann jedoch passieren, dass bei dieser Gelegenheit ein anderer und gefährlicherer Bhuta von einer Frau Besitz ergreift.
3. Als Gegenstück zu den jährlichen, öffentlichen Siri jatre an den Tempeln veranstalten Frauen ganzjährig in Privathäusern Siri-Rituale im Familienkreis, die illecci dalya genannt werden. Sie erfüllen damit ihre religiöse Pflicht. Ilecci (auch illu ecci) bedeutet „privat“, dalya die Gruppe der zum Ritual Versammelten. Die männlichen Teilnehmer sind die Väter oder in der Mehrzahl die Ehemänner der Frauen. Es könnte sein, dass solche häuslichen Veranstaltungen am Anfang des Rituals standen und erst im Lauf der Zeit unter dem Einfluss von Hindupriestern zu institutionalisierten Tempelritualen an Pilgerorten geworden sind. Die Gläubigen kommen heute zu den Jahresfesten, weil sie am Tempel Shiva verehren und zugleich ein Siri jatre und ein Bhuta kola (Geisterbeschwörungsritual) erleben wollen.[8]

## Inhalt
Wenn nicht von einer einzelnen Gottheit namens Siri die Rede ist, dann ist die Familiengruppe der sieben Siris gemeint, zu der neben Siri Abbaga, Daraga, Daru, Ginde, Samu und Sonne zählen. So heißen Siris Kinder und Enkel. Die Erzählung beginnt mit der Geburt Siris aus der Blüte einer Betelnusspalme (Areca). Diese hatte Berma Alveru, ein alter kinderlos gebliebener Mann genannt „Ajjeru“ (Großvater), als rituelle Gabe (prasada) von seinem Familiengott Bermeru erhalten. Siri wird erwachsen und heiratet einen gewissen Kantu Punja, der sie beleidigt, schlägt und von dem sie ein Kind empfängt. Mit ihrem neugeborenen Jungen Kumara und ihrer Dienerin Daru verlässt Siri ihren Mann und reist im Land umher. Sie überqueren einen Fluss und gelangen in ein anderes Land, wo Kumara gegen eine voraussehbare zweite Heirat seiner Mutter Einspruch erhebt. Daraufhin transferiert Siri ihren Sohn, nach einer anderen Version sich und ihren Sohn in die jenseitige Existenzform maya. Das Sanskrit-Wort maya steht in der Tulusprache für einen unsichtbaren, von der hiesigen Welt weit entfernten Aufenthaltsort.

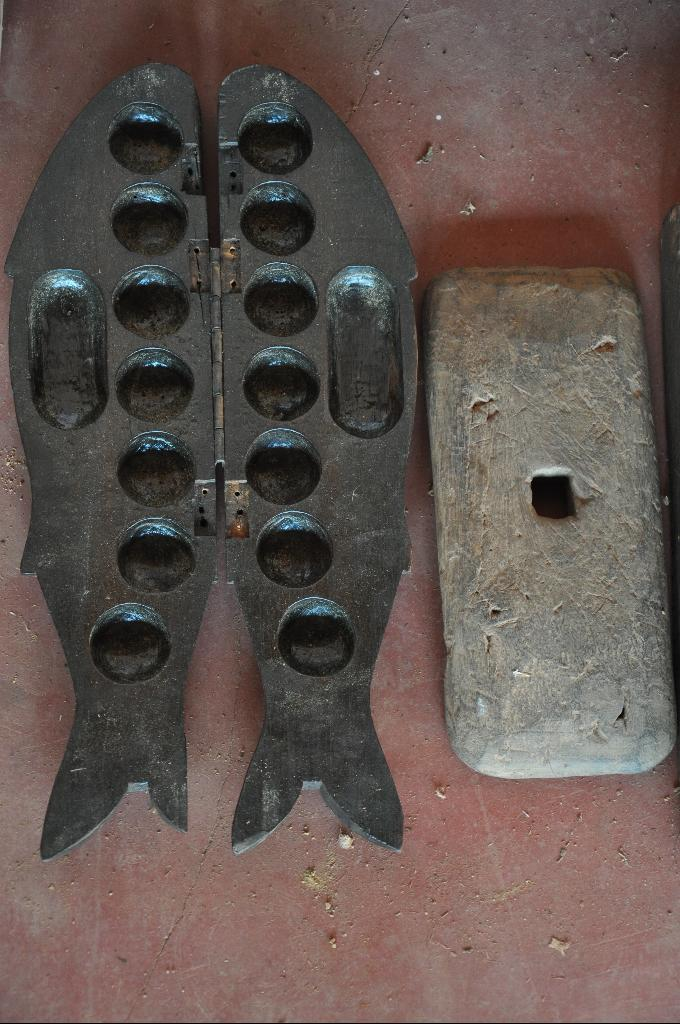
Brettspiel Cenne

Im Folgenden heiratet Siri ein weiteres Mal und gebiert die Tochter Sonne. Deren Zwillingstöchter heißen Abbaga und Daraga. Sie kommen erst zur Welt, nachdem ihre Eltern ein Gelübde (parake) abgelegt haben, Gott Bermeru ein Opfer darzubringen. Da sie versäumten, sich daran zu halten, erscheint ihnen Bermeru in Gestalt eines armen Brahmanen, als sie sich gerade auf dem Weg befinden, um für ihre Töchter die Hochzeit zu arrangieren. Der Brahmane erinnert die Eltern an ihre Verpflichtung Bermeru gegenüber, sie verspotten ihn jedoch und gehen weiter. Also begibt sich der als Brahmane verkleidete Bermeru zum Wohnhaus der Familie und überredet die Töchter, das verbotene Brettspiel Cenne, eine Art Mancala, zu spielen. Kaum haben die Geschwister sich auf das Spiel eingelassen, beginnen sie sich zu streiten, bis Abbaga ihre Schwester Daraga umbringt, indem sie ihr mit dem Spielbrett auf den Kopf schlägt. Anschließend wirft Abbaga den Leichnam der Schwester in einen Brunnen und stürzt sich selbst hinterher zu Tode. Im weiteren Verlauf kehren Sonne und ihr Gatte zurück. Als sie vom Tod ihrer Töchter erfahren, erinnern sie sich an ihr nicht eingehaltenes Versprechen und bedrängen Bermeru, er möge die beiden wieder zum Leben erwecken, damit sie heiraten können.
Nach einer thematischen und strukturellen Gliederung besteht Siri paddana aus fünf Erzählungen, von denen die ersten drei unabhängig voneinander eine Einheit bilden und die letzten beiden zusammenhängen, sich aber in der jeweiligen Rolle der Akteure unterscheiden.
Die erste Erzählung gehört zu den typischen Heiligenlegenden. Sie begründet die Geburt Siris aus einer Blume. Der alte Mann, der zuvor mit Krankheit (Kinderlosigkeit) abgestraft worden war, weil er sich zu wenig um die Verehrung der Götter gekümmert hatte, stellt den vernachlässigten Tempel wieder her und führt die Verehrungspraxis ein, worauf ihm die Götter seinen Lebenswunsch erfüllen.
Die zweite Erzählung beinhaltet die Lebensgeschichte Siris, wie sie von ihrem ersten Ehemann Kantu Punja schlecht behandelt wird und sich mit einer magischen Kraft, die sie aus ihrer Aufrichtigkeit und Tugend erhält, in ein göttliches Wesen verwandelt. Auf dem Weg dorthin, lässt sie alle gesellschaftlichen Bindungen hinter sich. Sie erlebt die Scheidung von ihrem Ehemann, den Tod ihres Vaters, ihr Sohn und ihre Dienerin Daru wenden sich von ihr ab. Als Siri das elterliche Haus genommen wird, zündet sie es an. Die Biografie zeigt Ähnlichkeiten mit den Geschichten der südindischen Bogenlieder villu pattu.
Anstelle von Siri wird ihr Sohn Kumara in die jenseitige Welt (maya) abgeschoben, Siris Vergöttlichung bleibt für die nächste Erzählung aufgespart. Die Dienerin Daru verschwindet ohne weitere Notiz aus der Handlung. In einzelnen Episoden stößt Siri Verwünschungen aus, andere Geschichten beinhalten diverse Wunderhandlungen. Als ein Bootsmann sich weigert, die Dreiergruppe über den Fluss zu setzen, bewirkt Siri, dass ihr Sohn auf einem Bananenblatt über das Wasser gleiten kann. Der Fluss zerteilt sich daraufhin und gibt eine Furt frei, durch die Siri und Daru trockenen Fußes ans andere Ufer gelangen. Als ein Brahmane Siri den Zugang zu einem Tempel verwehrt, betet sie solange, bis wundersamerweise Priester auftauchen und das gesamte Ritual durchführen, während Siris kleiner Sohn eine Rede hält.
Die dritte Geschichte schildert, wie Siri und Samu zu Gottheiten werden. Sie stellt einen Einschub in Siris Biografie dar, der zwischen die Misshandlungen ihres ersten Ehemannes und ihrer Vergöttlichung fällt. Nachdem sie in der zweiten Erzählung alle weltlichen Bindungen aufgegeben hat, geht sie nun neue Beziehungen ein. Siri trifft zwei Brüder von ihr, die sie in zwei Königen im neuen Land erkennt und die wie sie selbst aus Blüten geboren wurden. Ferner bekommt sie einen zweiten Ehemann (Kodsara Alva) und gebiert ihre Tochter Sonne. Damit sind Siris irdische Aufgaben beendet und sie kann als Gottheit entschwinden.
In der vierten Erzählung geht es um die Biografie von Sonne, die wie Siri in einer Blume erscheint und von einem alten Mann („Ajjeru“) aufgezogen wird. Sonne wächst mit einem weiteren Mädchen, Gindye, auf. Die beiden adoptierten Geschwister heiraten, werden eifersüchtig und geraten in Streit, woraus Sonnes erste sündige Tat folgt. Sie verflucht Gindye, damit diese nach maya verschwinden möge, was unmittelbar geschieht. Dort trifft Gindye auf Kumara. Sonne lebt weiter mit ihrem Mann zusammen, das Paar bekommt aber erst Kinder, nachdem beide versprochen haben, am Nandolige-Schrein ein Dankesopfer für Shiva zu erbringen. Dass Sonne diese Verpflichtung nicht erfüllt, wird zu ihrer zweiten Sünde.
Die fünfte Erzählung handelt von Sonnes Töchtern Abbaya und Daraya. Die Zwillinge wachsen anfangs glücklich heran und werden zu leidenschaftlichen Cenne-Spielern. Zum dritten Mal sündigt Sonne, als sie den in Wirklichkeit göttlichen Brahmanen, dem sie auf dem Weg begegnet, abweist. Daraufhin inszeniert dieser zur Strafe den Streit der Töchter am Vorabend ihrer geplanten Hochzeit. Sonne ist mit ihrem Mann außer Haus, als Abbaya Daraya erschlägt und sich danach in den Brunnen stürzt. Als die Eltern zurückkehren, finden sie die toten Körper ihrer Töchter wie Arecablüten auf dem Wasser treiben.
Das gesamte Siri paddana der drei Frauengenerationen trägt den Charakter eines Trauerspiels, das auf ein tragisches Ende hinausläuft. Es geht um Streit und Eifersucht zwischen Mann und Frau, auch zwischen Geschwistern, um Überheblichkeit und Arroganz. Siris Ehemann und die anderen männlichen Figuren missachten stets die gesellschaftlichen Werte, für die Siri steht. Sie verlangt mariyade (Respekt, Ehre, Würde), ein zentraler Begriff für die Rolle der Frau und für die durch zahlreiche Subkasten sorgsam gegliederten Gesellschaft, und erhält diese Ehrerweisung nicht.
Der Vortrag der kompletten Erzählung dauert sechs bis acht Stunden. 1990 zeichnete ein finnisch-indisches Team von Religionswissenschaftlern unter der Leitung von Lauri Honko Rezitationen des Siri paddana im Ort Nidegal auf und veröffentlichte 1998 die Aufzeichnungen im originalen, teilweise archaischen Tulu, einer phonetischen Transkription und einer englischen Übersetzung. Dieser Gesamttext besteht aus 563 Versen Anrufung und 15.683 Versen mit der eigentlichen Erzählung. Dies stellt eine Fassung des Siri paddana dar, die Traditionen in anderen Orten unterscheiden sich in Einzelheiten hiervon.

## Aufführungspraxis

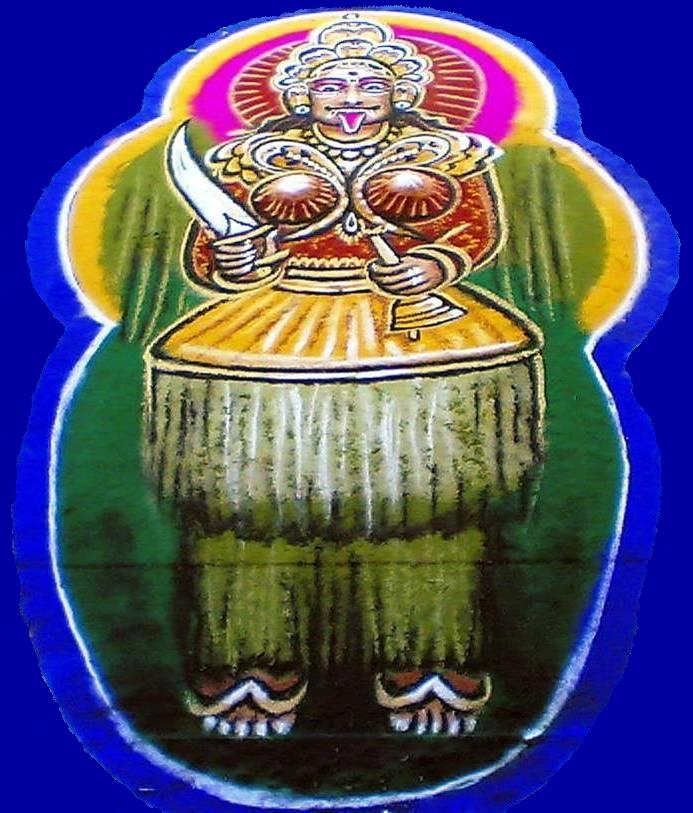
Jumadi, männlich-weibliche Gottheit, die in einem Reismuster (rangavalli) verehrt wird. In der Nähe von Udupi

Die 15 bis 20 Aufführungsorte von Siri jatre in Tulu Nadu heißen alade (eine Form eines Bhuta-Schreins) oder speziell brahmasthana (Brahma-Schrein). Manche Verehrungsplätze besitzen fünf oder mehr Bhuta-Schreine, die Brahma, dem Gott der Landwirtschaft Kshetrapala, dem Schlangengott Naga sowie den niederen Göttinnen Jumadi, Nandigona und Rakteshvari gewidmet sein können. Es gibt zwar keine direkte Beziehung zwischen Shiva und Siri, dennoch stehen viele alades mit Shiva-Tempeln in Verbindung. Siri jatre wird von Mitgliedern der mittleren und unteren Kasten aufgeführt. Brahmanenpriester, die an den Siri-Schreinen auf dem Tempelgelände Verehrungsrituale durchführen, tun dies entsprechend ihrer eigenen hinduistischen Tradition. Brahmanen singen keine Verse aus dem Siri paddana und werden nicht von der Gottheit besessen.
Der älteste bekannte Aufführungsort seit dem 16. Jahrhundert heißt Nandolige, hier wuchs nach der Erzählung Siris Tochter Sonne auf. Möglicherweise fanden vorher bereits Aufführungen in Brahmavara (13 Kilometer nördlich von Udupi) und Hiriyadka (12 Kilometer westlich von Udupi) statt. Zu den Elementen, die allen Siri jatre gemeinsam sind, gehört ein langer Streifen aus weißem, rituell reinem Stoff (dalya, Wort hiervon auf die gesamte Teilnehmergruppe übertragen), der auf dem Boden ausgebreitet wird. Darauf stehen Frauen in einer Reihe, ihnen gegenüber ein oder mehrere Männer, die Kumara verkörpern. Die Siri-Frauen sind an den meisten Aufführungsorten in weiße Saris gekleidet und halten Areca-Blüten (pingala) in ihren Händen, die Männer tragen meist einen roten oder weißen Lungi (Wickelrock). Beide Gruppen tauschen sich durch gesungene Verse aus, die meisten Verse stammen aus dem Siri paddana, andere gehören zu Anrufungsgebeten, wie sie im Bhuta kola üblich sind. Alle Teilnehmer, mit Ausnahme der Kumaras, die gelegentlich von professionellen Darstellern verkörpert werden, sind Amateure aus unterschiedlichen Gesellschaftsschichten, die sich normalerweise nur bei diesem Anlass begegnen. Ein oder mehrere Kumara-Darsteller übernehmen im Besessenheitsritual die Führungsrolle und achten auf den geordneten Ablauf.

### Veranstaltungsorte

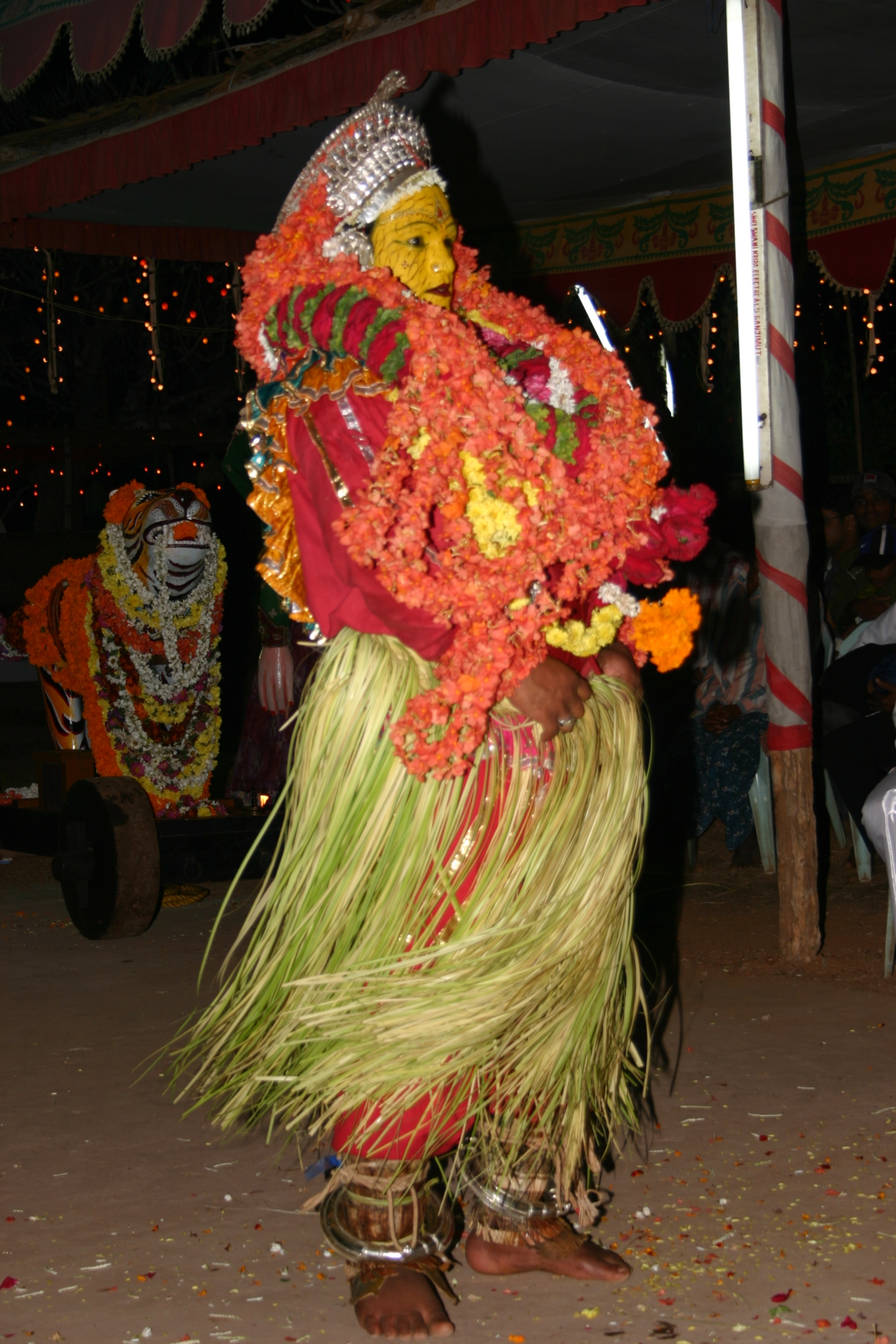
Tänzer bei einem Ritual für die Bhuta-Geister (Bhuta kola) als Pili-Chamundi-Geist im Nellitheertha-Höhlentempel in Dakshina Kannada

Etwa fünf der Aufführungsorte sind von besonderer Bedeutung: Nandolige, Hiriyadka, Urmbitotta (Urmbitoṭṭu), Kavatharu und Nidgal. Die ersten drei liegen im Distrikt Udupi, die letzten beiden im Distrikt Dakshina Kannada. An den Vollmondtagen vom Februar bis April (im Monat Paggu nach dem Tulu-Kalender) versammeln sich tausend oder mehr Menschen um den großen, Shiva geweihten Mahalingeshvara-Tempel in Nandolige. Sie organisieren sich in Gruppen von 20 bis 30 Teilnehmern und vollziehen zur selben Zeit Siri jatre und geraten in einen Zustand der Besessenheit. Hier wuchs nach der Erzählung Sonne auf und gebar Zwillinge. Unzählige Ahnenschreine (gori) der seit Generationen im benachbarten Herrenhaus lebenden Familie stehen auf dem Tempelgelände. Weitere Rituale finden an den anderen, in der Erzählung namentlich vorkommenden Orten statt.
In Urikitota werden Rituale in kleinerem Rahmen veranstaltet. Hier erschlug Abbaga in der Erzählung ihre Schwester Daraga und stürzte sich anschließend in den Brunnen. Das in Urikitota tagsüber stattfindende Ritual ähnelt eher einem Bhuta kola, weil hier anstelle des Massenrituals der großen dalya-Gruppe nur die drei Verkörperungen von Abbaga, Daraga und Kumara für kurze Zeit von den entsprechenden Geistern besessen werden. Wer von einem der Siri-Geistwesen während des Rituals besessen wurde, identifiziert sich mit diesem Geist und sollte jedes Jahr zurückkehren, um ein Opfer darzubringen.
Am Virabhadra-Tempel in Hiriyadka geraten etwa die Hälfte der Teilnehmer in einen Zustand der Besessenheit, sie praktizieren ihr Ritual in einer dalya-Gruppe wie in Nandolige. Die übrigen Gläubigen führen zur selben Zeit andere Rituale für Geister auf, die nicht in den Siri-Erzählungen vorkommen, aber mit ihnen eng verwandt sind, etwa für die weibliche niedere Gottheit Chikku oder für Mahakali (die „große Kali“). In keiner dieser beiden Gruppen tritt ein Kumara auf.
Die Dörfer Nidgal und Urmbitottu sind vermutlich erst seit jüngerer Zeit Aufführungsorte für Siri jatre. Bevor die dalya-Gruppen das Ritual beginnen und von Abbaga, Daraga und Kumara besessen werden, führen sie als Spezialität dieser Orte das Cenne-Spiel auf, welches den Zwillingsschwestern zum Verhängnis wurde.

### Ablauf in Urmbitottu
Ein Siri jatre in Urmbitottu beginnt nach einer Beschreibung vom Februar 2008 gegen 21 Uhr mit dem Einzug einer Prozession auf den Festplatz. Die Teilnehmer bringen die für das Ritual benötigten Gegenstände wie das Cenne-Holzbrett vom Familiensitz des Patrons, einem traditionellen ziegelgedeckten Landhaus (guttu). In der Prozession marschieren die Familie des Patrons, zwei Siri-Darstellerinnen, die später beim Cenne-Spiel als Abbaga und Daraga auftreten werden, der als Leiter (mula) fungierende Kumara und der Zeremonialpriester (patri).

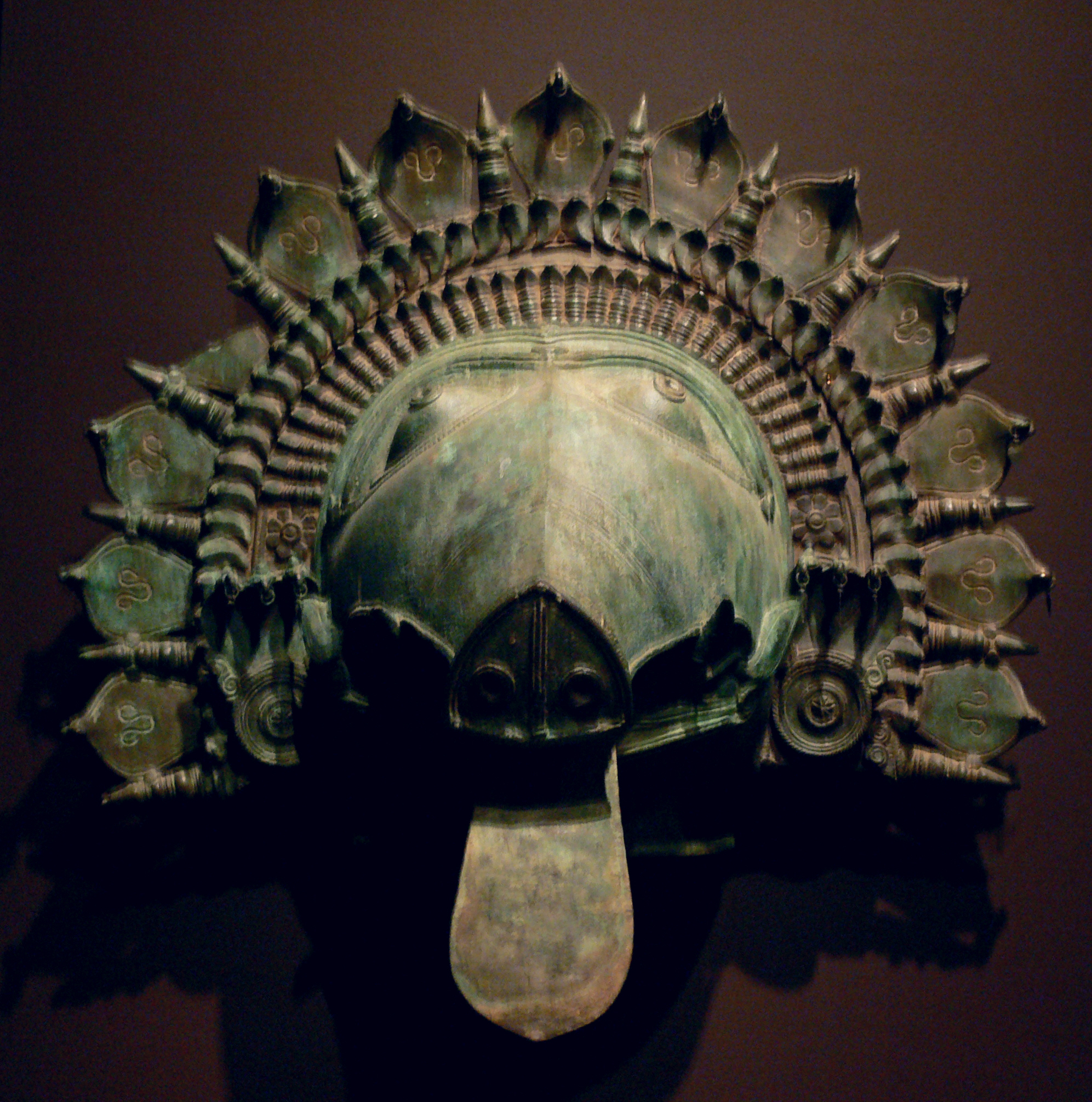
Bronzemaske des Bhuta Panjuli, Eber-Geist, 18./19. Jahrhundert

Das Eröffnungsritual ist das ranga puja im Tempel, mit dem eine Gottheit angerufen und ihr geopfert wird. Um Mitternacht verkörpert ein Tänzer auf dem freien Feld in der Nähe des Tempels den Bhuta Maisandaya (Büffelgeist), bis er von ihm besessen wird. Zuvor hat er sich etwa eine Stunde lang mit Kostüm und Make-up für diese Rolle vorbereitet. Die folgenden Aktionen finden wieder im Tempel statt. Mula-Kumara sorgt dafür, dass die beiden Siri-Frauen von Abbaga und Daraga besessen werden können, wobei er ebenfalls eine Zeit lang in diesen Zustand verfällt. Für dieses Ritual setzt sich Mula-Kumara zwischen die Frauen und überwacht das Cenne-Spiel. Er leitet die Rezitation der paddana-Texte und achtet zugleich darauf, dass sich die beiden spielenden Frauen nicht gegenseitig mit dem Cenne-Brett schlagen, während sie sich immer weiter mit dem Spiel identifizieren. Für das Brettspiel verwandelt sich Kumara in Gott Bermeru. Dies geschieht, ohne dass er etwas an seinem Äußeren ändert und wird nur mit dem Fortgang des Geschehens deutlich. Als Bermeru diktiert er die Handlungen der beiden Spielerinnen. Er bringt durch geschickte Fragen die Aufführung vorwärts und hält die Verbindung zum Mythos aufrecht. Schließlich sorgt er für eine geordnete Beendigung der Besessenheit.
Zum nächsten Ritual stellen sich sechs Siri-Frauen vor dem Tempel in einer Reihe auf und agieren solange, bis sie besessen werden. Sie bilden die erste dalya (Gruppe) in dieser Nacht. Eine weitere Frauengruppe bereitet vor dem Naga-Schrein ihre Besessenheit vor, unterstützt vom Mula-Kumara, der den Sthala-Kumara, einen untergeordneten Kumara-Darsteller ebenfalls auf seine Besessenheit vorbereitet. Die letzte Aktivität vor Tagesanbruch ist ein Ritual für den Bhuta Panjuli, den Eber-Geist. Eine weit größere Zahl von Zuschauern als bei den Ritualen versammelt sich zu einem Unterhaltungsprogramm in der Nähe, das mit seiner Lautsprecherverstärkung als Geräuschkulisse die Ritualszenen akustisch überlagert.

## Sozialer und kultureller Hintergrund

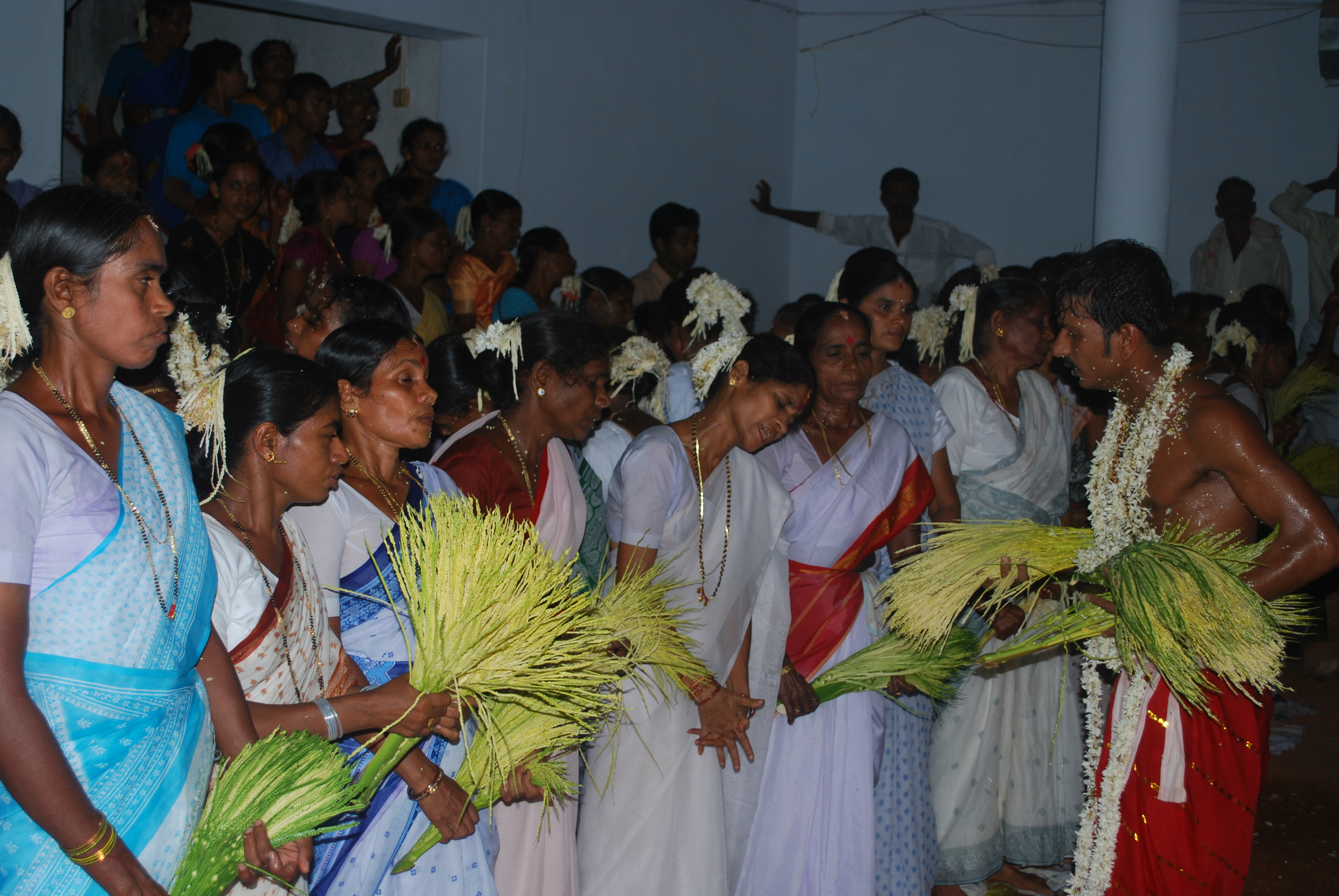
Frauen mit Reisähren

Die teilnehmenden Frauen stammen häufig aus den Sozialgruppen Bunt und Billava. Sie arbeiten auf den Reisfeldern, in Kaffeeplantagen oder als Tagelöhner in sonstigen Bereichen. Die jungen Frauen stehen zu Hause unter dem Druck ihres Ehemannes und der übrigen männlichen Familienmitglieder, manchmal auch unter der Schwiegermutter. Am Arbeitsplatz wird ihre Stellung an den im Vergleich zu den Männern niedrigeren Löhnen deutlich. Durch eine Veränderung in ihrem Leben suchen diese Frauen nach einer eigenen Identität. Mit dem Übergang von der säkularen in die heilige Welt erlangen sie als Verkörperung einer Gottheit den Respekt ihrer Familie und der Männer bei der Arbeit. Gegenwärtige gesellschaftliche Veränderungen machen diese Rollenverschiebung für viele Frauen unmöglich.

### Heilungsritual
Dem Ritual wird traditionellerweise eine heilende Wirkung zugeschrieben. Wenn eine – meist junge – Frau ein sozial auffälliges Verhalten zeigt, etwa wenn sie schweigsam wird oder sich unangemessener Ausdrücke bedient, vermutet ihre Umgebung, dass ein Siri-Geist in sie gefahren ist. Also erhält sie den Ratschlag, zu einem Siri jatre zu gehen, wo ihr im Ritual erfahrene Frauen mit einer ähnlichen Leidensgeschichte beistehen. Während die Frauen sich verschiedene Rollen aus dem paddana vorsingen, geraten sie in einem Verwandlungsprozess in ihre jeweilige Erzählfigur hinein. Die neu hinzugekommenen Frauen beginnen, ihre zu Hause gezeigte auffällige Verhaltensweise zu wiederholen. In einer improvisierten Abfolge gesungener Fragen lernen die Frauen, den Geist zu identifizieren, von dem sie befallen sind. Ist dieser namentlich bekannt, soll er nicht ausgetrieben, sondern seine Anwesenheit akzeptiert und gelernt werden, mit dieser Tatsache umzugehen, sodass ein normales Leben möglich wird. Wenn eine Frau ihre neue Identität als gegeben angenommen hat, ist sie verpflichtet, jedes Jahr beim Siri jatre mitzuwirken, das für sie zum heiligen und heilenden Ritual wird. Sobald sie ihren eigenen Geist unter Kontrolle behält, kann sie auch anderen Frauen dabei helfen.
Die Deklarierung einer Besessenheit ist ein Versuch, eine verlorengegangene Verbindung des Einzelnen mit der moralischen Ordnung der Gesellschaft wiederherzustellen. Das Gefühl, besessen zu sein, entsteht durch kulturelle Prägung in Situationen, in denen die Person glaubt, den an sie gestellten Erwartungen nicht gerecht werden zu können. Im Fall der Tulu-Gesellschaft zeigt sich die Krise durch Geister, die aus der jenseitigen Welt (maya) in die Welt der Menschen vordringen. Beim Siri-Kult stellen Frauen ihren Körper für den Aufenthalt von Geistern zur Verfügung, die nach dem Mythos weibliche Tugenden repräsentieren. Dadurch hoffen die Frauen, sich in ihrem Alltag zurechtzufinden und zugleich gegen böswillige jenseitige Kräfte gewappnet zu sein.

### Geändertes weibliches Rollenverständnis
Außerhalb der Kastenhierarchie stehende Dalits waren früher nicht zugelassen. Wenn heute Dalit-Frauen teilnehmen, werden sie meist von Daru, der Dienerin Siris, besessen, während Kastenangehörige von Siri selbst oder ihren weiblichen Nachkommen besessen werden. Dalits übernehmen auch im Ritual die ihnen in der Kastengesellschaft zugewiesene dienende Rolle. Für die Frauen ist das Ritual ein religiöser Dienst (seve) an der Gottheit, durch den sie innere Kraft und geistigen Beistand erfahren.
Obwohl Frauen die treibenden Kräfte in der Erzählung (paddana) darstellen, spielen die beim Ritual (jatre) teilnehmenden Frauen eine den Männern untergeordnete Rolle, die in der Gestalt des Kumara (mula) und des Gottes Bermeru die gesamte Veranstaltung steuern. In der Erzählung steht Kumara als der Sohn Siris sowie als Bruder und Onkel ihrer Nachkommen in einer familiären Beziehung zu den Siri-Frauen. Im Ritual überträgt sich diese enge Bindung auf die Kumara-Priester und ihre weiblichen Schützlinge. Die Frauen werden von den männlichen Leitern emotional und physisch an die Hand genommen, während sie in Trance fallen. Während sich die Frauen in der Gruppe (dalya) selten näher kennen, entsteht jedoch zwischen einer Frau und ihrem Kumara-Ratgeber eine langandauernde Verbindung.
Etwa seit der Jahrtausendwende scheint nach Beobachtungen die Zahl der Frauen, die in einer Gruppe besessen werden, zurückzugehen. Nur sehr wenige Frauen geben an, das gesamte Siri paddana rezitieren zu können, die meisten können einige Teile daraus vortragen, aber nur während des Rituals. Viele Frauen finden es einfacher, anstatt am Besessenheitsritual teilzunehmen, im Tempel ein Opfer (kanike) in Form eines Geldbetrags zu geben. Die meisten Besucher eines Siri jatre beschränken sich folglich heute auf die Rolle des Zuschauers eines Spektakels, möglicherweise fehlt vielen die Kenntnis des kulturell-religiösen Hintergrunds. Eine Erklärung für die zurückgehende Zahl der Teilnehmerinnen ist, dass die Frauen im Zustand der Besessenheit außerhalb ihrer gesellschaftlich akzeptierten Rolle agieren und Gefahr laufen, von einem unverständigen Publikum verlacht zu werden. Moderne Massenmedien, vor allem das Fernsehen, leisten ihren Beitrag, bestimmte soziale Werte und Normen einer städtischen Mittelklasse zu verbreiten, die mit den dörflichen Ritualen unvereinbar sind.
Auf der anderen Seite strahlen lokale Fernsehsender Dokumentationen von Siri jatres innerhalb von Serien aus, die einen Zusammenhang mit anderweitigem illegalem Treiben suggerieren. Derartige Sendungen haben oftmals den Charakter von manipulativem Sensationsjournalismus, der auf Hintergrundinformationen verzichtet und die Teilnehmer an den Ritualen in möglichst schlechtem Licht zeigt. Siri-Anhängerinnen, die solche Sendungen gesehen haben, müssen gegen die darin zum Ausdruck gebrachten Vorurteile ankämpfen. Hierzu gehört auch die in der indischen Gesellschaft problematische Berührung zwischen nicht blutsverwandten oder verheirateten Frauen und Männern in der Öffentlichkeit, was außenstehende Zuschauer dazu bringen kann, einen sexuellen Unterton bei der Interaktion zwischen Siri- und Kumara-Darstellern zu vermuten. Der Ausweg für manche Frauen ist, ein Opfer (kanike) zu erbringen, oder an privaten dalyas teilzunehmen.
Für Frauen, die sich von einem Geist besessen glauben, bedeutet die Teilnahme in einer dalya die Möglichkeit, sich mit ihren persönlichen Problemen in einer vertrauensvollen Umgebung auszutauschen. Das Ritual besitzt dann einen kathartischen Effekt. In einem geänderten Rollenverständnis, der eine freiere Entfaltung ihrer Persönlichkeit erlaubt, finden Frauen heute auch andere Gelegenheiten als die Teilnahme an einem Besessenheitsritual, um mit eigener Stimme über sich zu sprechen.